# 학교버스터미널
학교버스터미널은 전라남도 함평군 학교면 함영로 503 (사거리 991-23번지)에 위치한 버스터미널이다. 버스 행선지에는 주로 함사거리로 통용되고 있어 함사거리버스터미널이라고 불리기도 한다.

## 운행 노선
| 방면        | 행선지                                           |
| ----------- | ------------------------------------------------ |
| 호남권 방면 | 광주, 남지, 무안, 목포, 남악, 영산포, 점암, 지도 |

## 위치
- 함평역에서 750m 떨어져 있다.